# منتخب روسيا لسباعيات الرغبي للسيدات
منتخب روسيا الوطني لسباعيات الرغبي للسيدات (بالروسية: Женская сборная России по регби-7)‏ هو ممثل روسيا الرسمي في المنافسات الدولية في سباعيات الرغبي للسيدات.

## وصلات خارجية
- الموقع الرسمي